# زندگی، انیمیشنی
زندگی، انیمیشنی (انگلیسی: Life, Animated) فیلمی در ژانر مستند، پویانماییشده، درام و رمانتیک به کارگردانی راجر راس ویلیامز است که در سال ۲۰۱۶ منتشر شد. این فیلم نامزد جایزه اسکار بهترین فیلم مستند در هشتاد و نهمین دوره جوایز اسکار شده‌است. فیلم در مورد کودکی است به نام اون ساسکیند که در ۳ سالگی مبتلا به اوتیسم می‌شود و نمی‌تواند صحبت کند. اما در حالی که والدینش امیدشان را به این‌که او بتواند با دنیای خارج ارتباط برقرار کند، از دست داده‌اند، او با کارتون‌ها و فیلم‌های انیمیشن، به‌خصوص ساخته‌های کمپانی دیزنی، ارتباط برقرار می‌کند.